# 天津医科大学
天津医科大学（英语：Tianjin Medical University，简称天医大、天医、TMU），坐落于天津市和平区气象台路22号。
天津医科大学前身天津医学院建于1951年，是中华人民共和国成立后原国家政务院批准建立的高等医学院校。1994年6月，天津医学院与天津第二医学院正式组建成立天津医科大学。1999年，天津医科大学进入“211工程”重点建设大学名单。2015年，获天津市人民政府、国家卫生计生委、教育部共建高校。2017年9月，入选中华人民共和国“世界一流学科建设高校”。
天津医科大学的校训是求真至善。

## 历史沿革

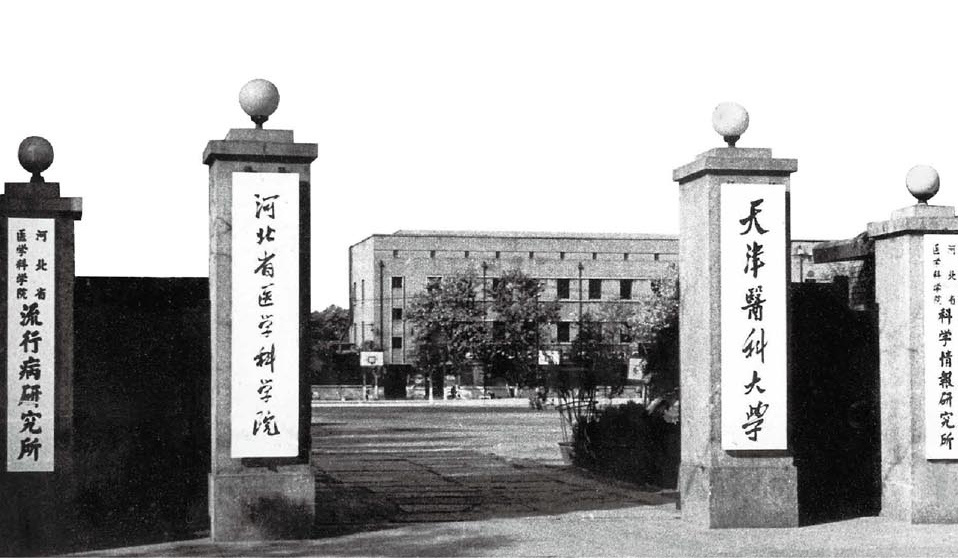
1958-1962年间的天津医科大学大门

1950年12月，朱宪彝、方先之、金显宅和范权等教授起草了《筹建天津医学院说明书》呈送时任天津市长黄敬。
1951年3月6日，经中央人民政府政务院批准，天津医学院筹备委员会成立，黄松龄为主任委员，朱宪彝、杨石先、李允恪为副主任委员。5月，天津市人民政府委托南开大学为天津医学院培养预科生，并于当年招生。6月16日，天津医学院正式成立，天津市人民政府任命朱宪彝教授为首任院长。
1952年2月，天津市政府与教育部商定，划拨甘肃路54号南开大学东院给天津医学院作为校舍。5月，天津市政府同意，原天津日租界武德殿作为天津医学院和天津市总医院共用的医学图书馆馆舍。
1958年，天津医学院更名为天津医科大学，1962年，中共天津市委、天津市人民委员会决定将天津医科大学与市卫生局所属的天津医学院合并，恢复原名天津医学院。
1969年10月，据加强战备、大城市紧急动员疏散人口和下放干部的指示精神，天津高校的一批教师职工被清理出教育系统到郊区农村插队落户。天津医学院师生员工、医护人员按军队建制编成十个连队，先后到河北省兴隆、蓟县、遵化、迁西、静海、文安、武清、南皮、东光等地接受贫下中农再教育，开展“医学教育革命”。
1984年6月，天津医学专科学校升格并改名为“天津第二医学院”。
1993年，中共天津市委、市政府决定天津医学院与天津第二医学院合并组建天津医科大学，同年12月得到国家教委批准。1994年6月，天津医科大学正式组建成立。1996年，天津医科大学通过国家“211工程”预审，1999年在国家计委立项，從而跻身于97所全国重点建设高等院校的行列。
1997年，天津市肿瘤医院成为天津医科大学附属医院，增名天津医科大学肿瘤医院。
2015年，天津市人民政府、国家卫生计生委、教育部签署协议共建天津医科大学。2017年9月，天津医科大学入选国家“世界一流学科建设高校”名单。

## 学校概况
截至2019年8月，天津医科大学现有20个学院（系）、1个教学部和3个实验教学中心。截至2019年8月，该校有一级学科博士学位授权点10个，博士专业学位授权点2个；一级学科硕士学位授权点12个，硕士专业学位授权点7个。博士后流动站6个。博士生导师380人，硕士生导师1130人。
该校现有国家重点学科5个，天津市重点学科18个；天津市一流学科4个，天津市特色学科（群）4个；6个学科领域进入全球基本科学指标数据库（ESI）学科排名前1%；省部级重点实验室20个，研究所15个，建有天津医学表观遗传学协同创新中心。“第十个五年计划”以来，该校共承担省部级以上科研项目3782项，获省部级及其以上科技奖励309项，其中国家级科技奖励8项、省部级一等奖26项。2016年学校获批科技部“创新人才培养示范基地”。
天津医科大学以医学为核心，以生命科学为主要依托，医、理、工、文、法、管协调发展。根据上海交通大学高等教育研究院于2011年发布的“中国两岸四地大学排名”，天津医科大学位列第67名，是中国大陆独立设置的医学高校中的第一名。

## 校园环境

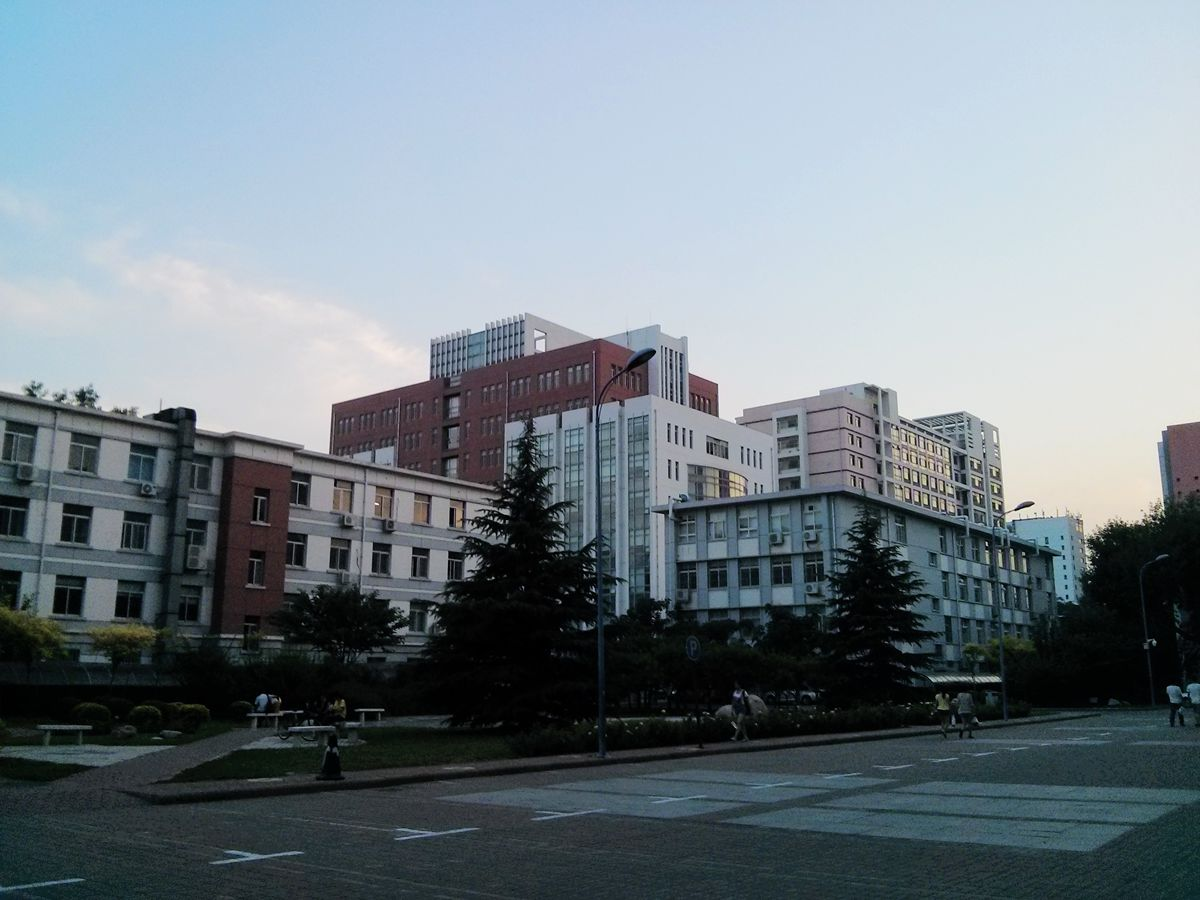
天津医科大学校园（氣象台路校區）

大学主校区居于市中心，分为东西两院：西院（氣象台路校區）毗鄰南开大学和天津大学；东院（廣東路校區）原為天津美租界兵營，毗鄰天津外國語大學。学校还拥有分院與新校区，如於滨海新区设有临床医学院，於寶坻區設有寶坻臨床學院等。各大学医院分散于天津市中心城区及滨海新区。另外，在北京市和秦皇岛市设有独立分校。
天津医科大学目前还正在建设：1，天津国际医学城，中国重要的医学研究服务教育和产业中心；2，天津空港医学园区，包括天津医科大学空港国际医院、天津医科大学空港护理学院、天津滨海转化医药学研究院、养老院四大项目。
位於天津市靜海縣的天津医科大学团泊湖校区正在建设当中，预计完工后学校将整体迁入。

## 校训传统
学校校训：求真至善

光荣传统：团结、求实、勤奋、创新

## 组织机构

### 历任校长
- 朱宪彝教授，内分泌学家，医学教育家，天津医学院院长（1951年6月——1983年11月）。
- 吴咸中教授，腹部外科学家，中国工程院院士，天津医学院院长（1983年11月——1991年3月）。
- 林治瑾教授，心胸外科学家，天津第二医学院院长（1987年4月——1994年5月）。
- 王正伦教授，流行病学家，天津医学院院长（1991年3月——1994年5月）。
- 郝希山教授，肿瘤学家，中国工程院院士，天津医科大学校长（1994年5月——2011年8月）。
- 尚永丰教授，生物化学与分子生物学家，中国科学院院士，天津医科大学校长（2011年8月——2016年12月）。
- 颜　华教授，眼科主任医师，天津医科大学校长（2017年7月——2021年7月）。
- 雷　平教授，神经外科学家，天津医科大学校长（2021年7月至2023年7月）。
- 郝继辉教授，肿瘤学家，天津医科大学校长（2023年7月至今）。

### 院系设置
学校现有20个学院（系）、1个教学部和3个实验教学中心：马克思主义学院、基础医学院、公共卫生学院、药学院、护理学院、医学技术学院、医学影像学院、医学检验学院、口腔医学院（亦即天津医科大学口腔医院）、眼视光学院、生物医学工程与技术学院、医学人文学院、医学英语与健康传媒学院、临床医学院、第一临床医学院（亦即天津医科大学总医院）、第二临床医学院（亦即天津医科大学第二医院）、国际医学院、继续教育学院（原为天津医科大学附属卫生学校）、研究生院、康复医学系、实验动物科学部、基础医学实验教学中心、预防医学实验教学中心、护理学实验教学中心。

### 附属医院
学校现有8所大学医院、13所非直属临床学院、1所非直属附属医院、8所教学医院、33所实习基地，共計1万5千余张教学床位。8所大学医院是：天津医科大学总医院、天津市肿瘤医院（天津医科大学附属肿瘤医院）、天津医科大学第二附属医院、天津医科大学口腔医院、天津医科大学眼科中心、天津医科大学代谢病医院（天津医科大学朱宪彝纪念医院）、天津医科大学空港国际医院以及天津医科大学生态城代谢病医院。其中5所为三级甲等医院。

## 学术合作
天津医科大学同中国科学院合作共建纳米研究中心，同英国牛津大学共建“天津-牛津基因治疗联合实验室”，同诺贝尔生理学或医学奖评选机构瑞典卡罗琳斯卡医学院共建“中瑞分子医学研究中心”，与东芝医疗公司合作建立医学影像教学中心，与强生医药研发集团建立中国首个肿瘤学联合研究室，同美国德克萨斯大学安德森腫瘤中心共建肿瘤研究中心。同时，天津医科大学附属肿瘤医院还拥有亚洲最大、最先进的肿瘤研究科学院。2008年，天津医科大学与天津大学签署全面合作协议：互开公共课程，互相承认学分，联合培养八年制本硕博连读专业，面向滨海新区共建医学与工程研究中心。此外，天津医科大学国际医学城的建设项目规划日臻完善，未来将在服务滨海新区和拓展发展空战上取得重要进展。
天津医科大学先后与英国牛津大学、美国德克萨斯大学、瑞典卡罗琳斯卡医学院、日本早稻田大学等17个国家的72所大学建立了学术交流与合作关系，成立了外国专家顾问委员会，聘请了108位世界知名医学专家、教授担任我校各学科的名誉教授和客座教授。学校是中華人民共和國教育部首批认定接收外国留学生的74所大学之一，与北京大学等四所高校一起被选为教育部医学（西医）专业来华留学生教育专家工作组成员单位，目前在校学历留学生规模位居我国西医院校之首。教育部来华留学英语师资培训中心（医学）也在該校建立。

## 学生与教师

### 教师资源
- 现拥有中国工程院院士2名，中国科学院院士1名。
- 引进首席科學家负责制（PI制），在天津市基础医学研究中心设置12个国际前沿的研究方向，已经聘任来自包括英国牛津大学、美国约翰·霍普金斯大学、密歇根大学、布朗大学等世界著名大学和科研机构的高水平青年首席研究員（principle investigator, PI）10名。
- 国家“千人计划”人选1名，国家杰出青年1名，国家“长江学者”特聘教授及讲座教授7名，天津市“千人计划”人选4名，教育部“新世纪优秀人才”9名，天津市特聘教授、特聘讲座教授17名。

### 学生资源
截至2019年8月，学校现有全日制在校生10297人，其中，本科生5327人，博士生657人，硕士生3296人，学历留学生1017人。全英文授课是天津医科大学教学特点之一，是教育部全国唯一试点大学。

## 著名医学家
- 医学先驱：
  - 朱宪彝——世界钙磷代谢之父
  - 金显宅——中国肿瘤学之父
  - 方先之——中国骨外科先驱　
  - 赵以成——中国神经外科先驱
  - 吴恩惠——中国影像医学先驱

- 中国工程院院士：   
  - 郝希山教授，国际著名肿瘤医学家，中华医学会副会长，中国抗癌协会理事长，国际抗癌联盟常务理事，亚太抗癌联盟常务理事。曾任天津医科大学校长、教授、博士生导师，天津市肿瘤医院院长。
  - 吴咸中教授，著名中西医结合专家，中华医学会副会长，中国中西医结合学会名誉会长，天津医学会会长。曾任天津医科大学校长。
  - 刘昌孝教授（特聘），著名药学专家，中国药理学会常务理事。

- 中国科学院院士：
  - 尚永丰教授，著名生物化学与分子生物学家。

- 天津医科大学著名基础医学专家及学科带头人：
  - 张宁，美国约翰霍普金斯大学医学院博士，美国国立癌症研究所博士后。现任天津医科大学基础医学研究中心转化肿瘤学实验室PI。
  - 李卫东，中国协和医科大学、中国医学科学院肿瘤所细胞生物学博士。美国宾夕法尼亚大学博士后，美国宾夕法尼亚大学医学院研究助理教授。现任天津医科大学基础医学研究中心分子及群体遗传学实验室PI。
  - 郑苇教授，美国约翰霍普金斯大学流行病学专业博士，美国范德比大学Ingram癌症研究中心教授、分子流行病研究室主任。
  - 张微教授，美国德克萨斯大学博士，美国德州大学安德森癌症中心副教授，现任天津医科大学肿瘤基因芯片中心主任。
  - 俞和教授，加拿大多伦多大学临床化学博士，美国耶鲁大学流行病与公共卫生系副教授。
  - 邱猛生教授，美国爱荷华大学博士学位，美国路易斯威尔大学解剖科学与神经生物学系终身教授。
  - 刘喆，中国科学院动物研究所生殖生物学博士。美国德克萨斯大学西南医学中心博士后。现任天津医科大学基础医学研究中心表观遗传调控与肿瘤发生实验室PI。
  - 杨志民教授，美国布朗大学博士学位，美国密歇根大学药学院终身教授。现任天津医科大学药学学科带头人。
  - 杨洁教授，中山医科大学医学博士，天津医科大学基础医学院院长，博士生导师。主要从事细胞因子及其信号传导通路调控机制的研究。
  - 尹海芳教授，英国牛津大学生理学、解剖学和遗传学系杜兴氏肌肉营养不良症课题组负责人，英国Sophos Therapeutics生物公司董事会成员。主要从事以RNA为靶向目标的各种新型基因治疗方法及临床转化应用的研究。
  - 张荣信教授，南开大学生命科学院博士，香港大学医学院内科学系研究助理教授，博士生导师。主要从事免疫和炎症相关疾病的病理发生及免疫治疗研究。
  - 孔德新教授，日本大阪大学药学院博士，日本癌研究会癌化学疗法中心分子药理部研究员。主要从事分子靶向药物的研究和开发。

- 天津医科大学著名临床医学专家：   
  - 周清华教授，中国肺部肿瘤外科第一人，天津医科大学总医院院长，天津肺癌研究所所长，外科学、肿瘤学教授、博士生导师。美国癌症学会会员。
  - 袁佳琴教授，天津医科大学眼科中心（暨世界人工晶体中国天津培训中心）名誉院长、博士生导师、1946年创建天津医大总医院眼科，与新加坡国立眼科医院林少明教授建立天津医科大学晶体中心。
  - 王鹏志教授，博士导师及博士后流动站指导教师，天津医科大学总医院院长。
  - 韩瑞发教授，医学博士，美国哈佛大学医学研究所博士后，博士生导师，现任国家“211工程”重点建设学科天津医大二院泌尿外科学科带头人，天津市泌尿外科研究所所长。
  - 陈祖培教授，博士生导师。美国职业治疗协会（AOTA）副主席，卫生部激素与发育重点实验室主任，天津市内分泌研究所所长。